# Землетрясение в Канаде (2010)
Землетрясение магнитудой 5,4 произошло 23 июня 2010 года в 17:41:42 (UTC) на границе между канадскими провинциями Квебек и Онтарио, в 29,9 км к северо-северо-востоку от Вал-Дес-Монтс. Подземные толчки продолжались около 30 секунд.
Несмотря на то, что по магнитуде землетрясение относится к классу умеренных, небольшая глубина его гипоцентра (по разным оценкам, от 16,4 до 19,0 км) привела к тому, что подземные толчки ощущались на большой территории. Так, землетрясение ощущалось в населённых пунктах: Вал-Дес-Боис, Форт-Кулонж, Маниваки, Папиновиль, Сент-Андре-Авеллин, Сент-Жюльен, Терсо, Бакингхем, Констанс-Бей, Рокленд. Подземные толчки ощущались на юге провинции Онтарио и в Квебеке, а также в провинциях Нью-Брансуик и Новая Шотландия. На территории США подземные толчки ощущались в Массена, в Чикаго и в Вашингтоне, а также в штатах: Коннектикут, Массачусетс, Мичиган, Нью-Гэмпшир, Нью-Джерси, Нью-Йорк, Огайо, Пенсильвания, Род-Айленд, Вермонт, некоторых населённых пунктах штатов Делавэр, Иллинойс, Индиана, Кентукки, Мэн, Мэриленд, Миссури, Виргиния, Западная Виргиния, Висконсин. В некоторых источниках заявлялось о том, что это землетрясение стало самым мощным в регионе за последние 65 лет.
Это землетрясение стало первым землетрясением средней мощности, зарегистрированным в сейсмической зоне Западный Квебек после 20 апреля 2002 года, когда в этой области произошло землетрясение магнитудой 5,1. В 1998 году в южном Онтарио произошло землетрясение магнитудой 5,2, но оно произошло в другом сейсмическом регионе (Южные Великие озёра).
В результате землетрясения небольшие разрушения произошли в городе Грейсфилд, в эпицентре землетрясения произошли оползни. Один человек получил ранения. Экономический ущерб от землетрясения составил по разным оценкам от 16,3 до 30 млн долларов США.

## Тектонические условия региона
Внутриплитное землетрясение магнитудой 5,0 произошло вблизи южной окраины сейсмической зоны Западный Квебек, известной частыми, но незначительными толчками, происходящими в среднем каждые пять дней. Вдали от окраин Северо-Американской тектонической плиты сейсмичность региона обусловлена рядом геологических разломов, образовавшихся в течение последнего миллиарда лет в результате процессов горообразования, в том числе Гренвильской складчатости и последующей эрозии. Процессы, вызывающие землетрясения в зоне, пока ещё недостаточно понятны: подземные толчки не связаны с конкретными сейсмогенными структурами, а источники напряжений не определены окончательно. Первоначальный механизм очага землетрясения 2010 года предполагает взброс в разломе, проходящем в направлении с юго-востока на северо-запад. Тем не менее, размер и глубина этого землетрясения не позволяют определить, в каком именно разломе произошла деформация.
Землетрясения магнитудой 4,5 или более в этом районе довольно редки, и происходят несколько раз в десятилетие. Однако некоторые исследования предполагают, что более сильные землетрясения магнитудой около 7, возможно произошли в этом регионе в 4550 и 7060 годах до настоящего времени.

## Землетрясение
Газета The Globe and Mail сообщила, что «пользователи Твиттера, находящиеся в Спрингфилде (Массачусетс), Траверс-Сити (Мичиган) и Цинциннати (Огайо), опубликовали сообщения о том, что ощущали подземные толчки». Блогосфера и другие социальные сети, такие как Facebook, были завалены сообщениями, ссылающимися на «Оттавское землетрясение 2010 года» или «Землетрясение 2010 года в Торонто». Очевидцы из разных населённых пунктов, вплоть до Нью-Джерси сообщали о сильной вибрации.
Землетрясение произошло в тот момент, когда канадский министр охраны окружающей среды, Джим Прентис проводил интервью в Оттаве, и он сообщил, что его кресло начало двигаться. Офисы The Globe and Mail были эвакуированы вскоре после землетрясения. Несколько СМИ также транслировали видео с пресс-конференции члена Новой демократической партии Дона Дэвиса, прерванной в результате землетрясения.

### Ущерб
Участок квебекской трассы 307 был закрыт из-за частичного обрушения моста возле Боумена, в результате которого один человек получил ранения. Рядом с эпицентром была нарушена телефонная связь. Школьный совет округа Оттава-Карлтон эвакуировал большинство школ, но ученикам было разрешено вернуться, когда ситуация стала безопасной. В результате землетрясения в ряде школ произошли повреждения разной степени тяжести, в том числе в школе на Фёст-Авеню, альтернативной школе Черчилль, школах Блоссом-Парк, Сентенниал, Коннахт, школах на Элджин-Стрит и Хилстон-Авеню. В Грейсфилде чрезвычайное положение было объявлено после того, как было повреждено несколько зданий, в том числе церковь, некоторые административные здания города и гостиница. В Оттаве около 1300 домов остались без электричества. Железнодорожная линия Trillium в Оттаве была закрыта до 5 часов вечера, а транспортная компания Exo отменила рейсы четырёх из пяти пригородных поездов в Монреале на аналогичный период времени для проверки линий.
Сразу после землетрясения сотовая связь в Оттаве отключилась, возможно, вследствие перегрузки звонками. Несколько окон в Оттавской ратуше были разбиты, рухнула труба в соседнем офисе. Незначительный ущерб был причинён и другим городским объектам, в том числе двум филиалам Публичной библиотеки Оттавы и двум муниципальным спортивным аренам, а в некоторых частях района Голден-Трайангл в центре города отсутствовало электричество. Офисные здания в Оттаве и Торонто были эвакуированы, а в здании Парламентской пресс-галереи на Парламентском холме появились трещины. Сессия Сената Канады также была прервана, что привело к проведению сессии Сената на открытой лужайке Парламентского холма. О серьёзных повреждениях или травмах не сообщалось. В Торонто транспортные компании Toronto Transit Commission и GO Transit работали без перебоев, в то время как поезда восточной железной дороги VIA Rail курсировали со значительными задержками.

### Афтершоки
16 марта 2011 года к юго-западу от эпицентра землетрясения 2010 года произошёл афтершок магнитудой 3,9 с эпицентром в Хоксбери, расположенном в долине реки Оттава. Подземные толчки ощущались в Оттаве, Монреале и Сент-Олбанс.